# Haplocampa drakei
Haplocampa drakei är en urinsektsart som beskrevs av Filippo Silvestri 1933. Haplocampa drakei ingår i släktet Haplocampa och familjen Campodeidae. Inga underarter finns listade i Catalogue of Life.